# Ly giáo Đông–Tây
Đại Ly giáo hay Ly giáo Đông–Tây là sự kiện chia rẽ Kitô giáo xảy ra vào thời Trung Cổ mà kết quả là hai hệ phái Kitô giáo được hình thành: phương Đông (theo văn hóa Hy Lạp với trung tâm là Constantinopolis) và phương Tây (theo văn hóa Latinh với trung tâm là Rôma), sau này tương ứng là Chính thống giáo Đông phương và Công giáo Rôma. Quan hệ Đông - Tây bị chia rẽ bởi các yếu tố: thần học, chính trị và kỷ luật. Đại diện hai phái là giáo hoàng Rôma Lêô IX và thượng phụ Constantinopolis Michael Cerularius liên tục có những xung khắc với nhau. Năm 1054, sứ thần Rôma gặp Cerularius và yêu cầu ông thần phục Giáo hội Rôma là "mẹ của giáo hội hoàn vũ" nhưng Cerularius đã khước từ. Cùng năm, Rôma và Constantinopolis tuyên bố rút phép thông công lẫn nhau, như thế, cuộc Đại Ly giáo chính thức bắt đầu. Năm 1965, Giáo hoàng Phaolô VI và Thượng phụ Đại kết thành Constantinopolis, Athenagoras I đã gỡ bỏ vạ tuyệt thông lẫn nhau giữa hai giáo hội, đánh dấu một bước quan trọng trong tiến trình hòa giải.

## Bối cảnh và nguồn gốc
Jerusalem là điểm khởi đầu Giáo hội được hình thành sau biến cố Hiện xuống, nhưng Jerusalem chỉ là một thành phố nhỏ, và Tin Mừng chỉ đóng khung trong nhóm nhỏ người Do Thái. Lời Chúa không chỉ dành riêng cho người Do Thái, vì vậy theo sách Công vụ các Tông đồ thì rất nhanh sau đó Tin Mừng được gửi đến dân ngoại và thành Antiochia sớm trở thành trung tâm truyền giáo ra phía Đông. Thành Antiochia là thành phố thứ ba của Đế quốc La Mã tức là đứng sau thành Rôma và thành Alexandria. Đây cũng là nơi đầu tiên người tín hữu được gọi là Kitô hữu. Tại đây thánh Phaolô và thánh Barnabê đến rao giảng cho dân ngoại mà không bắt họ phải cắt bì như luật Moses. Thành Giêrusalem cũng mất dần ảnh hưởng, nhất là sau hai cuộc nổi dậy của người Do thái ở năm 70 và năm 135. Tháng 7 năm 70, tướng La Mã Titus tấn công chiếm thành Giêrusalem và tháng 9 năm 70, ông thiêu hủy thành phố và Đền thờ. Sau này, người Do thái lại nổi dậy chống quân chiếm đóng La Mã, nhưng vào năm 135 cuộc nổi dậy hoàn toàn thất bại, và Đền thờ bị san bằng thành bình địa. Từ đó Jerusalem không còn được coi là trung tâm điểm nữa. Mặt khác, bên Ai Cập thành Alexandria là một thành phố lớn, nơi được coi là trung tâm trí thức của thời đó. Theo truyền thống thì chính thánh Máccô đã đến rao giảng Tin Mừng tại Alexandria, rồi từ đó nơi đây bắt đầu trở thành trung tâm quy tụ người Kitô hữu phương Đông, như Kinh thành Rôma của người Kitô hữu ở Âu Tây. Sau này Rôma chiếm ưu thế vì hai khuôn mặt lớn của Giáo hội là thánh Phêrô và thánh Phaolô đã tử đạo tại đó.
Giáo hội đã đi ra khỏi mảnh đất Palestine và phát triển mạnh mẽ ra khắp bốn phương, tới các vùng ven theo Địa Trung Hải với các nền văn hóa Latinh, Hy Lạp, Ai Cập, cũng như tới Armenia, Gruzia, Lưỡng Hà, Abyssinia, v.v.
Khi Đế quốc La Mã dần tan rã từ lúc hoàng đế Theodosius I (346-395) băng hà vào năm 395. Suốt thời kỳ này điều đáng ghi là đế quốc La Mã bị các sắc dân man di xâm lăng. Năm 476, hoàng đế cuối cùng bên Tây phương bị tướng man dân Odoacre truất phế. Từ đó, Đế quốc Tây La Mã hoàn toàn biến mất. Bên Đông phương, đế quốc còn cầm cự được thêm một thời gian, nhưng thành Byzantium trở nên quan trọng được coi như là thủ đô của đế quốc mới và được đổi tên thành Constantinopolis, được coi là thành Rôma thứ hai. Đây là vấn đề nghiêm trọng, vì trước đây công đồng Nicaea I (325) đã ấn định ba tòa thượng phụ là Rôma, Alexandria và Antiochia. Cho nên vấn đề đưa Constantinopolis lên hàng thứ hai hiển nhiên Alexandria bị kéo xuống và Antiochia cũng bị mất dần ảnh hưởng. Tất cả những tranh chấp này cũng sẽ ảnh hưởng ít nhiều trong các cuộc tranh luận về giáo thuyết ở suốt thế kỷ như Công đồng Ephesus (431) và Công đồng Chalcedon (451). Hai công đồng ở thế kỷ thứ 5 này nhóm họp để giải quyết vấn đề tín lý nhưng lại là cơ hội cho những ly khai đầu tiên trong giáo hội, dần hình thành nên Chính thống giáo Cổ Đông phương và Cảnh giáo. Trong khi đó tại phần còn lại của Đế quốc, lằn ranh giới phân chia Đông phương theo nghi thức Hy Lạp và Tây phương theo nghi thức Latinh ngày càng rõ rệt hơn.